# Ulrich Herrmann (Pädagoge, 1950)
Ulrich Herrmann (* 19. September 1950; † 21. Dezember 2015) war ein deutscher Erziehungswissenschaftler.

## Leben
An der Ruhr-Universität Bochum studierte er ab 1971 Englisch, Pädagogik und Sozialwissenschaften (Lehramtsexamen und sozialwissenschaftliches Diplom). 1987 wurde er zum Dr. phil. durch die Fakultät für Philosophie, Pädagogik und Publizistik promoviert. Nach der Habilitation 2003 (Lehrbefähigung für das Fach Pädagogik) wurde er 2008 auf die Professur für Schulsystementwicklung und Professionalisierung des Lehrerberufs am Institut für Erziehungswissenschaft berufen.
Seine Forschungsschwerpunkte waren historische Bildungsforschung, Sozialgeschichte der Erziehung, Bildungssystementwicklung und Professionalisierung des Lehrerberufs.

## Schriften (Auswahl)
- Sozialgeschichte des Bildungswesens als Regionalanalyse. Die höheren Schulen Westfalens im 19. Jahrhundert. Köln 1991, ISBN 3-412-00590-8.
- mit Detlef K. Müller: Regionale Differenzierung und gesamtstaatliche Systembildung. Preußen und seine Provinzen – Deutsches Reich und seine Staaten 1800–1945. Göttingen 2003, ISBN 3-525-36212-9.